# Constantino Dalasseno (duque de Antioquia)
Constantino Dalasseno (em grego: Κωνσταντίνος Δαλασσηνός) foi um proeminente aristocrata e general bizantino da primeira metade do século XI. Um general popular e experiente, por duas vezes chegou perto de subir ao trono imperial e contrair matrimônio com a imperatriz Zoé Porfirogênita (r. 1028–1050), e sofreu um longo período de prisão sob Miguel IV, o Paflagônio (r. 1034–1041), que temia uma conspiração.

## Biografia
Constantino VIII (r. 1025–1028)]]
Constantino nasceu provavelmente ca. 965/970, o varão do magistro Damião Dalasseno, que ocupou o posto importante do duque de Antioquia de 995/996 até sua morte em batalha contra os fatímidas em Apameia em 998. Constantino, junto com seu irmãos Romano e Teofilacto, estava também presente na batalha. Foi provavelmente um dos dois filhos dos magistros que, de acordo com o historiador árabe cristão Iáia de Antioquia, foram capturados pelos fatímidas, levados para o Cairo e resgatados apenas em 1008.
Constantino reaparece na primavera de 1024, quando ocupou o antigo posto de seu pai como duque de Antioquia, com o título de patrício. Sua carreira entre 1008 e 1024 é desconhecida, mas provavelmente realizou uma sucessão de comandos militares. Gozou do favor do imperador Constantino VIII (r. 1025–1028), que em seu leito de morte supostamente considerou nomeá-lo seu herdeiro e casá-lo com sua irmã mais velha Zoé. Constantino Dalasseno assim definiu suas propriedades no Tema Armeníaco, onde estava vivendo, mas antes de chegar a Constantinopla a situação mudou: os conselheiros do imperador, que preferiam um governante fraco a quem poderiam controlar, tinham persuadido o imperador a escolher Romano III Argiro (r. 1028–1034) ao invés dele, e ordenaram que Dalasseno voltasse para casa. Sob Romano III, Dalasseno serviu na campanha fracassada de 1030 contra o Emirado de Alepo; as fontes árabes e o cronista Mateus de Edessa culpam Dalasseno e sua conspiração contra Romano pelo fracasso da expedição.

Durante o reinado dos sucessores de Argiro, Miguel IV, o Paflagônio (r. 1034–1041) e Miguel V, o Calafate (r. 1041–1042), Constantino Dalasseno emergiu como o líder da oposição aristocrática. Ele não só gozou do apoio das várias famílias anatólias proeminentes, como os notadamente poderosos Ducas - o mais tarde Constantino X Ducas (r. 1059–1067) foi casado com a filha de nome desconhecido de Dalasseno - mas também, de acordo com Miguel Pselo, da população de Constantinopla e especialmente de seu antigo posto de comando, Antioquia.

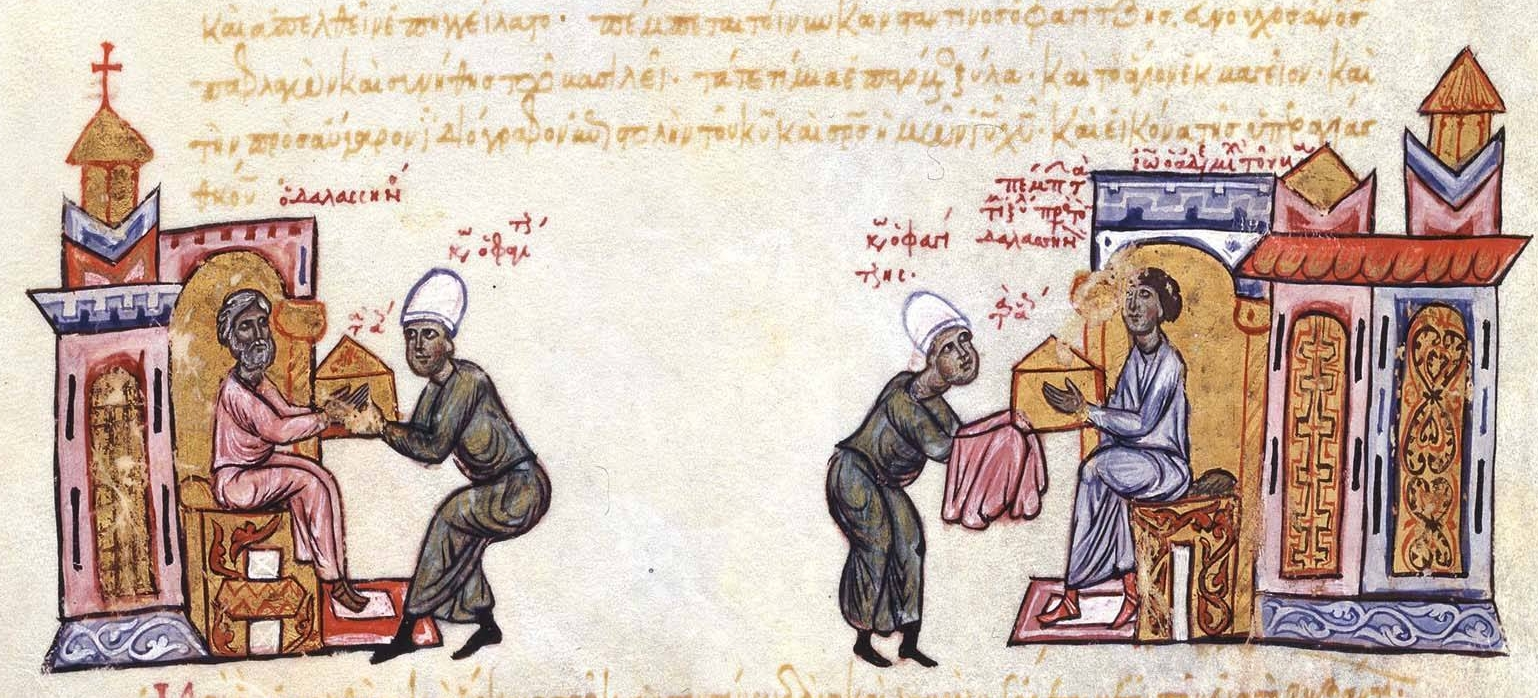
João, o Orfanotrofo envia Fagitzes com relíquias para Constantino Dalasseno. Iluminura do Escilitzes de Madrid

A ascensão do plebeu Miguel IV em particular teria enfurecido Dalasseno, que ridicularizou o novo imperador como um "homem vulgar e que custa três moedas". O irmão eunuco e ministro chefe de Miguel, João, o Orfanotrofo, tentou neutralizar Constantino Dalasseno. Com a promessa de títulos e honras, eles tentaram atraí-lo de suas propriedades no Tema Armeníaco para Constantinopla. Dalasseno no começo recusou, mas cedeu após receber garantias de segurança, salvaguardadas por um juramento sobre algumas das mais sagradas relíquias da capital imperial. Inicialmente foi tratado bem, recebendo uma promoção e presentes, mas no verão de 1034, quando uma revolta eclodiu em Antioquia contra o governador local, Nicetas, o irmão de Miguel IV, as coisas mudaram. A revolta foi desencadeada por pesada tributação, mas Orfanotrofo preferiu culpar os Dalassenos: Constantino, seus irmãos e parentes, incluindo seu genro Constantino Ducas e outros nobres associados a eles, foram presos e exilados.

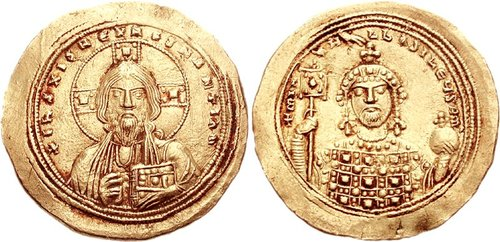
Histameno do imperador r.

O próprio Constantino foi exilado primeiro para uma ilha do mar de Mármara, mas depois, para evitar que escapasse, foi transferido para uma torre nos muros de Constantinopla, junto com Constantino Ducas. Sua experiência militar, contudo, continuou a ser tão valiosa que Orfanotrofo considerou enviá-lo como um assessor militar para seu irmão Constantino em uma campanha contra Abásgia. A tradição posterior afirma que durante a detenção de Constantino na capital, Zoé, que ainda precisava conceber um filho, levou a cabo um relacionamento secreto com ele na esperança de engravidar. Em algum momento em 1041, Constantino foi também forçado a se tornar um monge. Os registros aqui são contraditórios: Pselo escreve que Miguel V fez isso em sua ascensão em dezembro, mas Miguel Ataliata, em contraste, registra que Miguel V tinha liberado Dalasseno do confinamento.
Após Miguel V ser deposto em um levante popular em abril 1042, Zoé e Teodora Porfirogênita, filha de Constantino VIII, foram deixadas como governantes de facto do Império Bizantino. Zoé decidiu escolher outro marido (seu terceiro) para ser imperador. Constantino Dalasseno, que quase havia se tornado seu primeiro marido em 1028, era sua primeira escolha. Foi trazido para uma audiência diante da imperatriz, mas durante a conversa deles, seus princípios austeros e sua forma independente e forte irritou Zoé e ele foi preterido em favor do mais flexível e receptivo Constantino IX Monômaco (r. 1042–1055). Depois disso, Constantino Dalasseno desaparece das fontes.